# Linea 2 (metropolitana di Atene)
La linea 2 della metropolitana di Atene (in greco: Γραμμή 2)  è una linea della metropolitana che serve la città di Atene, in Grecia. Taglia obliquamente il capoluogo ellenico da nord-ovest a sud-est. Composta da 20 stazioni, i suoi capolinea sono Anthoupoli, a Peristeri, ed Elliniko, nel comune di Elliniko-Argyroupoli.
È stata inaugurata il 28 gennaio 2000 con la tratta Sepolia-Syntagma; nel 2013 la linea è stata prolungata in entrambe le direzioni con l'apertura di 6 nuove stazioni.